# Pirargirita
La pirargirita és un mineral de la classe dels sulfurs. Rep el seu nom del grec pir, 'foc', i argiros, 'argent', en al·lusió al seu color i al contingut d'argent. Va ser descoberta per Glocker l'any 1831. Pertany al grup proustita de minerals.

## Característiques
La pirargirita és un mineral de duresa 2,5 a l'escala de Mohs. Es caracteritza pel seu color vermell fosc. És translúcida i té una brillantor adamantina, fortament metàl·lica. Els seus cristalls creen formes prismàtiques. Fon sota influència del bufador i és soluble en HNO₃, HCl i KOH. És recomanable netejar-la amb aigua i protegir-la del la llum solar. Forma una sèrie de solució sòlida amb la proustita, i és dimorfa amb la pirostilpnita.
Segons la classificació de Nickel-Strunz, la pirargirita pertany a «02.GA: nesosulfarsenats, nesosulfantimonats i nesosulfbismutits sense S addicional» juntament amb els següents minerals: proustita, pirostilpnita, xantoconita, samsonita, skinnerita, wittichenita, lapieita, mückeita, malyshevita, lisiguangita, aktashita, gruzdevita, nowackiita, laffittita, routhierita, stalderita, erniggliita, bournonita, seligmannita i součekita.

## Formació i jaciments
Es forma a baixes temperatures en els filons de plata, com a mineral que cristal·litza després en la seqüència de la deposició primària. Sol trobar-se associada a altres minerals com: plata, acantita, tetraedrita, calcita, dolomita, quars i d'altres sulfosals de plata. Als territoris de parla catalana només ha estat descrita a la mina Balcoll (Falset, Priorat).